# 1-Naphthaldehyd
1-Naphthaldehyd ist eine chemische Verbindung aus der Gruppe der Naphthalinderivate.

## Gewinnung und Darstellung
1-Naphthaldehyd kann durch Reduktion von 1-Naphthoesäure oder deren Nitril oder durch Photolyse von 1-Methylnaphthalin gewonnen werden.

## Eigenschaften
1-Naphthaldehyd ist eine dunkelgelbe Flüssigkeit. Ab 210 °C zersetzt sie sich unter Kohlenmonoxidabgabe.

## Verwendung
1-Naphthaldehyd kann zur Herstellung anderer chemischer Verbindungen, wie zum Beispiel dem Antimykotikum Naftifin, verwendet werden.